# Медаль Волластона
Меда́ль Во́лластона (англ. Wollaston Medal) — вища відзнака Геологічного товариства Лондону, якою відзначають науковців, що зробили найбільший внесок у розвиток геології.
Вручається з 1831 року, названа на честь англійського науковця Вільяма Волластона (1766—1828), виготовляється з відкритого ним паладію (у 1831–1845-х та 1861–1929-х виготовлялась із золота. Автори дизайну — Ф. Л. Чантрі та В. Вайон).

## Лауреати

### XIX століття
- 1831 — Вільям Сміт
- 1835 — Гідеон Мантелл
- 1836 — Луї Агассіз
- 1837 — Пробі Томас Катлі[en]
- 1837 — Г'ю Фальконер
- 1838 — Річард Оуен
- 1839 — Крістіан Ґоттфрід Еренберг
- 1840 — Андре Дюмон[en]
- 1841 — Адольф Теодор Броньяр
- 1842 — Крістіан Леопольд фон Бух
- 1843 — Жан Батист Арман Елі де Бомон[en]
- 1843 — Урс-П'єр-Арман Петі-Дюфренуа
- 1844 — Вільям Деніел Конібер[en]
- 1845 — Джон Філліпс[en]
- 1846 — Вільям Лонсдейл[en]
- 1847 — Амі Буе[en]
- 1848 — Вільям Бакленд
- 1849 — Джозеф Прествіч[en]
- 1850 — Вільям Гопкінс
- 1851 — Адам Седжвік
- 1852 — Вільям Генрі Фіттон[en]
- 1853 — Адольф д'Архіак[en]
- 1853 — Едуар де Верней[en]
- 1854 — Річард Джон Гріффіт[en]
- 1855 — Генрі де ла Беш[en]
- 1856 — Вільям Едмонд Логан[en]
- 1857 — Йоахім Барранд
- 1858 — Герман фон Маєр[en]
- 1859 — Чарлз Дарвін
- 1860 — Серлс Валентин Вуд[en]
- 1861 — Генріх Георг Бронн[en]
- 1862 — Роберт Альфред Клойн Годвін-Остін[en]
- 1863 — Карл Густав Бішоф
- 1864 — Родерік Імпі Мерчісон
- 1865 — Томас Девідсон[en]
- 1866 — Чарльз Лаєлл
- 1867 — Джордж Джуліус Пулетт Скроп[en]
- 1868 — Карл Фрідріх Науман[en]
- 1869 — Генрі Кліфтон Сорбі
- 1870 — Джерард Пол Дешайес[en]
- 1871 — Ендрю Кромбі Рамсей[en]
- 1872 — Джеймс Двайт Дана
- 1873 —  Філіп де Мальпас Ґрей Егертон[en]
- 1874 — Освальд Геер[en]
- 1875 — Лоран-Гійом де Конінк
- 1876 — Томас Генрі Гакслі
- 1877 — Роберт Маллет
- 1878 — Томас Райт[en]
- 1879 — Бернгард Штудер
- 1880 — Габрієль Огюст Добре[en]
- 1881 — Пітер Мартін Дункан[en]
- 1882 — Франц Ріттер фон Гауер[en]
- 1883 — Вільям Томас Бланфорд
- 1884 — Жан Альбер Годрі[en]
- 1885 — Джордж Буск
- 1886 — Альфред Де Клуазо
- 1887 — Джон Галк
- 1888 — Генріх Бенедикт Медлікотт[en]
- 1889 — Томас Джордж Бонні[en]
- 1890 — Вільям Крофорд Вільямсон[en]
- 1891 — Джон Веслі Джадд[en]
- 1892 — Фердинанд фон Ріхтгофен
- 1893 — Невіл Сторі Маскелін[en]
- 1894 — Карл Альфред фон Ціттель
- 1895 — Арчибальд Ґейкі
- 1896 — Едуард Зюсс
- 1897 — Вілфред Гадлстон[en]
- 1898 — Фердинанд Ціркель
- 1899 — Чарлз Лепворт[en]
- 1900 — Гроув Карл Гілберт[en]

### XX століття
- 1901 — Шарль Ежен Барруа
- 1902 — Фрідріх Карл Шмідт
- 1903 — Карл Генрих Фердинанд Розенбуш
- 1904 — Альберт Гайм
- 1905 — Джетро Телл[en]
- 1906 — Генрі Болінгброк Вудворд[en]
- 1907 — Вільям Джонсон Соллас[en]
- 1908 — Пауль Генріх фон Ґрот[en]
- 1909 — Горацій Болінгброк Вудворд[en]
- 1910 — Вільям Берріман Скотт[en]
- 1911 — Вольдемар Крістофер Бреггер
- 1912 — Лазар Флетчер[en]
- 1913 — Осмонд Фішер[en]
- 1914 — Джон Едвард Марр[en]
- 1915 — Еджворт Девід
- 1916 — Олександр Петрович Карпінський
- 1917 — Антуан Лакруа
- 1918 — Чарлз Дуліттл Волкотт[en]
- 1919 — Обрі Страхан[en]
- 1920 — Ґерард де Геєр[en]
- 1921 — Банджамін Нів Піч[en]
- 1921 — Джон Горн[en]
- 1922 — Альфред Гаркер
- 1923 — Вільям Вітакер[en]
- 1924 — Артур Сміт Вудвард[en]
- 1925 —  Джордж Вільям Ламплаг[en]
- 1926 — Генрі Ферфілд Осборн
- 1927 — Вільям Вайтгед Воттс[en]
- 1928 — Дюкенфілд Генрі Скотт
- 1929 — Фрідріх Беке
- 1930 —  Альберт Сьюард[en]
- 1931 — Артур Вільям Роджерс[en]
- 1932 — Йоган Герман Лі Фогт[en]
- 1933 — Марцеллін Буль[en]
- 1934 — Генрі Алексанедер Маєрс[en]
- 1935 — Джон Флетт[en]
- 1936 —  Густаф Адольф Фредерік Моленграф[en]
- 1937 — Вальдемар Ліндгрен
- 1938 — Моріс Люжон[en]
- 1939 — Френк Доусон Адамс[en]
- 1940 — Генрі Вуд[en]
- 1941 — Артур Луї Дей[en]
- 1942 — Реджиналд Олдворт Делі
- 1943 — Олександр Євгенович Ферсман
- 1944 — Віктор Моріц Гольдшмідт
- 1945 — Овен Томас Джонс
- 1946 — Еммануель де Маржері[en]
- 1947 — Джозеф Тіррелл[en]
- 1948 —  Едвард Беттерсбі Бейлі[en]
- 1949 — Роберт Брум
- 1950 — Норман Леві Боуен
- 1951 — Олаф Холтедах[en]
- 1952 — Герберт Гарольд Рід[en]
- 1953 — Ерік Стенше[en]
- 1954 — Леонард Джонстон Віллс[en]
- 1955 — Артур Елай Трумен[en]
- 1956 — Артур Голмс
- 1957 —  Пауль Фурмар'є[en]
- 1958 — Пентті Ескола
- 1959 — П’єр Прувост[de]
- 1960 — Сесіл Едгар Тіллі[en]
- 1961 — Роман Козловський[pl]
- 1962 —  Леонард Хоукс[en]
- 1963 — Фелікс Венінг-Мейнес[en]
- 1964 — Гарольд Джеффріс
- 1965 — Девід Мередіт Сірс Вотсон[en]
- 1966 —  Френсіс Паркер Шепард[en]
- 1967 — Едвард Буллард[en]
- 1968 — Реймонд Сесіль Мур[en]
- 1969 — Моріс Юінг[en]
- 1970 — Філіп Куєнен[en]
- 1971 — Ральф Бегнольд
- 1972 — Ганс Рамберг[en]
- 1973 — Альфред Ромер
- 1974 — Френсіс Джон Петтійон[en]
- 1975 — Голліс Дау Гедберг[en]
- 1976 —  Кінгслі Чарлз Данхем[en]
- 1977 — Рейнаут Віллем ван Беммелен
- 1978 — Джон Тузо Вільсон
- 1979 — Гаттон Йодер[en]
- 1980 — Аугусто Ганссер-Біаджі[en]
- 1981 — Роберт Мінард Гаррелс[en]
- 1982 — Пітер Джон Віллі[en]
- 1983 — Ден Маккензі[en]
- 1984 — Кеннет Сюй[en]
- 1985 — Джеральд Йозеф Вассербург[en]
- 1986 — Джон Рамсей[en]
- 1987 — Клод Алегр[en]
- 1988 — Тед Рінгвуд[en]
- 1989 — Драммонд Меттьюз[en]
- 1990 — Воллес Броекер[en]
- 1991 —  Ксав'є Ле Пішон[en]
- 1992 —  Мартін Ботт[en]
- 1993 — Самуель Епштейн[en]
- 1994 — Вільям Джейсон Морган[en]
- 1995 — Джордж Патрік Леонард Вокер[en]
- 1996 — Ніколас Шеклтон[en]
- 1997 — Дуглас Джеймс Шерман[de]
- 1998 — Карл Турекя[en]
- 1999 — Джон Фредерік Дьюї[en]
- 2000 — Вільям Файф[en]

### XXI століття
- 2001 — Гаррі Блекмор Віттінгтон[en]
- 2002 — Рудольф Трумпі[en]
- 2003 — Ікуо Кушіро[de]
- 2004 — Джеффрі Еглінтон[en]
- 2005 — Тед Ірвінг[en]
- 2006 — Джеймс Лавлок
- 2007 — Ендрю Нолл
- 2008 — Норман Сліп[en]
- 2009 — Пауль Гоффман[en]
- 2010 — Річард Сібсон[en]
- 2011 — Стівен Спаркс[en]
- 2012 — Крістофер Гоуксворт[en]
- 2013 — Курт Ламбек[en]
- 2014 — Маурін Раймо[en]
- 2015 — Джеймс Джексон[en]
- 2016 — Сюзан Брентлі[en]
- 2017 — Річард Еллі[en]
- 2018 — Террі Планк[en][1]
- 2019 — Едвард Столпер[de]
- 2020 — Барбара Романовіч[en]
- 2021 — Девід Поллард[en]
- 2022 — Таня Етвотер
- 2023 — Кетрін Вейлер[en][2]
- 2024 — Тронд Хельге Торсвік[en][3]